# Rafflesia schadenbergiana
Rafflesia schadenbergiana is een parasitaire plant uit het geslacht Rafflesia, die alleen voorkomt voor op het Filipijnse eiland Mindanao. De plant is met een diameter van 52-80 centimeter de grootste Rafflesiasoort van de Filipijnen en na R. arnoldii de plantensoort met de grootste solitaire bloem ter wereld.
Deze soort is voor het eerst beschreven op basis van een exemplaar dat werd verzameld op Mount Apo onder leiding van de Duitsers Schadenberg en Koch in 1882. Daarna werd de soort ruim een eeuw lang niet meer waargenomen en werd aangenomen dat het uitgestorven was tot Pascal Lays in 1994 een populatie ontdekte op Mount Matutum in de provincie South Cotabato. In 2007 werd bovendien net buiten de bufferzone van het nationaal park Mount Kitanglad nog een populatie gevonden in Baungon, Bukidnon.
Rafflesia schadenbergiana heeft geen bladeren, bladgroen, wortels en losse stengels. De plant leeft als parasiet in de wortels van planten uit het geslacht Tetrastigma en is voor water en voedingstoffen volledig afhankelijk van de gastheer. Kenmerkend voor de soort, en tevens het enige zichtbare deel van Rafflesia schadenbergiana, is de enorme solitaire bloem met een diameter van 52 tot 80 cm. Rafflesia schadenbergiana heeft daarmee de grootste bloem van de Filipijnse Rafflesiasoorten en voor zover bekend op Rafflesia arnoldii na, zelfs de grootste bloem ter wereld. Er is niet veel bekend over de voortplanting van R. schadenbergiana. De belangrijkste bestuivers van de bloem lijken vleesvliegen te zijn, die aangetrokken worden door de doordringende rottende geur van de bloem. 